# Estadio Gaz Metan
El Stadionul Municipal Gaz Metan es un estadio multiusos de la ciudad de Mediaş, Rumania. El estadio tiene una capacidad para 7814 espectadores y sirve, principalmente, para la práctica del fútbol. En el estadio disputa sus partidos como local el Gaz Metan Mediaş.
El estadio fue construido a finales de los años 1940 y desde entonces se han acometido una serie de mejoras. En 1986 se construyeron vestuarios, se recuperó la piscina y un hotel. En 1999 se modernizaron las dos tribunas y la pista de atletismo, y en el período 2006-2007 se han producido mejoras importantes en la tribuna I, oficinas de médicos, gimnasio, piscina de recuperación en la tribuna B y la tribuna A. En 2009 se inauguró la luz artificial para disputar partidos nocturnos. Se produjo en Timisoara y tiene una potencia de 1500 lux, considerado el sistema de iluminación más potente en ese momento.
De junio a septiembre de 2010 se llevó a cabo obras para sustituir el césped y la expansión de tribunas. Durante ese período el Gaz Metan Mediaş se vio obligado a disputar sus partidos en Sibiu. A raíz de la modernización la segunda tribuna tiene una capacidad de 3500 asientos, incluyendo asientos para personas con discapacidad y está cubierto en su totalidad. El terreno de juego fue reemplazado por uno realizado en Austria con un sistema de calefacción y drenaje.